# Ostrožská Nová Ves
Ostrožská Nová Ves é uma comuna checa localizada na região de Zlín, distrito de Uherské Hradiště.